# Grande Prêmio do Barém de 2022
O Grande Prêmio do Barém de 2022 (formalmente denominado Formula 1 Gulf Air Bahrain Grand Prix 2022) foi a primeira etapa da temporada de 2022 da Fórmula 1. Foi disputado em 20 de março de 2022 no Circuito Internacional do Barém, em Sakhir, Barém.

## Resultados

### Treino classificatório
| 1                        | 16 | Charles Leclerc  | Ferrari               | 1:31.471 | 1:30.932 | 1:30.558 | 1  |
| 2                        | 1  | Max Verstappen   | Red Bull Racing-RBPT  | 1:31.785 | 1:30.757 | 1:30.681 | 2  |
| 3                        | 55 | Carlos Sainz Jr. | Ferrari               | 1:31.567 | 1:30.787 | 1:30.687 | 3  |
| 4                        | 11 | Sergio Pérez     | Red Bull Racing-RBPT  | 1:32.311 | 1:31.008 | 1:30.921 | 4  |
| 5                        | 44 | Lewis Hamilton   | Mercedes              | 1:32.285 | 1:31.048 | 1:31.238 | 5  |
| 6                        | 77 | Valtteri Bottas  | Alfa Romeo-Ferrari    | 1:31.919 | 1:31.717 | 1:31.560 | 6  |
| 7                        | 20 | Kevin Magnussen  | Haas-Ferrari          | 1:31.955 | 1:31.461 | 1:31.808 | 7  |
| 8                        | 14 | Fernando Alonso  | Alpine-Renault        | 1:32.346 | 1:31.621 | 1:32.195 | 8  |
| 9                        | 63 | George Russell   | Mercedes              | 1:32.269 | 1:31.252 | 1:32.216 | 9  |
| 10                       | 10 | Pierre Gasly     | AlphaTauri-RBPT       | 1:32.096 | 1:31.635 | 1:32.338 | 10 |
| 11                       | 31 | Esteban Ocon     | Alpine-Renault        | 1:32.041 | 1:31.782 | —        | 11 |
| 12                       | 47 | Mick Schumacher  | Haas-Ferrari          | 1:32.380 | 1:31.998 | —        | 12 |
| 13                       | 4  | Lando Norris     | McLaren-Mercedes      | 1:32.239 | 1:32.008 | —        | 13 |
| 14                       | 23 | Alexander Albon  | Williams-Mercedes     | 1:32.726 | 1:32.664 | —        | 14 |
| 15                       | 24 | Guanyu Zhou      | Alfa Romeo-Ferrari    | 1:32.493 | 1:33.543 | —        | 15 |
| 16                       | 22 | Yuki Tsunoda     | AlphaTauri-RBPT       | 1:32.750 | —        | —        | 16 |
| 17                       | 27 | Nico Hülkenberg  | Aston Martin-Mercedes | 1:32.777 | —        | —        | 17 |
| 18                       | 3  | Daniel Ricciardo | McLaren-Mercedes      | 1:32.945 | —        | —        | 18 |
| 19                       | 18 | Lance Stroll     | Aston Martin-Mercedes | 1:33.032 | —        | —        | 19 |
| 20                       | 6  | Nicholas Latifi  | Williams-Mercedes     | 1:33.634 | —        | —        | 20 |
| Tempo dos 107%: 1:37.873 |    |                  |                       |          |          |          |    |
| Fonte:                   |    |                  |                       |          |          |          |    |

Notas

### Corrida
| Pos.                                                                  | Nu. | Piloto           | Construtor            | Voltas | Tempo/Retirado       | Pit Stop | Pneus | Grid | Pontos |
| --------------------------------------------------------------------- | --- | ---------------- | --------------------- | ------ | -------------------- | -------- | ----- | ---- | ------ |
| 1                                                                     | 16  | Charles Leclerc  | Ferrari               | 57     | 1:37:33.584          | 3        |       | 1    | 25+1   |
| 2                                                                     | 55  | Carlos Sainz Jr. | Ferrari               | 57     | +5.598               | 3        |       | 3    | 18     |
| 3                                                                     | 44  | Lewis Hamilton   | Mercedes              | 57     | +9.675               | 3        |       | 5    | 15     |
| 4                                                                     | 63  | George Russell   | Mercedes              | 57     | +11.211              | 3        |       | 9    | 12     |
| 5                                                                     | 20  | Kevin Magnussen  | Haas-Ferrari          | 57     | +14.754              | 3        |       | 7    | 10     |
| 6                                                                     | 77  | Valtteri Bottas  | Alfa Romeo-Ferrari    | 57     | +16.119              | 3        |       | 6    | 8      |
| 7                                                                     | 31  | Esteban Ocon     | Alpine-Renault        | 57     | +19.423              | 3        |       | 11   | 6      |
| 8                                                                     | 22  | Yuki Tsunoda     | AlphaTauri-RBPT       | 57     | +20.386              | 3        |       | 16   | 4      |
| 9                                                                     | 14  | Fernando Alonso  | Alpine-Renault        | 57     | +22.390              | 3        |       | 8    | 2      |
| 10                                                                    | 24  | Guanyu Zhou      | Alfa Romeo-Ferrari    | 57     | +23.064              | 3        |       | 15   | 1      |
| 11                                                                    | 47  | Mick Schumacher  | Haas-Ferrari          | 57     | +32.574              | 2        |       | 12   |        |
| 12                                                                    | 18  | Lance Stroll     | Aston Martin-Mercedes | 57     | +45.873              | 3        |       | 19   |        |
| 13                                                                    | 23  | Alexander Albon  | Williams-Mercedes     | 57     | +53.932              | 3        |       | 14   |        |
| 14                                                                    | 3   | Daniel Ricciardo | McLaren-Mercedes      | 57     | +54.975              | 3        |       | 18   |        |
| 15                                                                    | 4   | Lando Norris     | McLaren-Mercedes      | 57     | +56.335              | 3        |       | 13   |        |
| 16                                                                    | 6   | Nicholas Latifi  | Williams-Mercedes     | 57     | +1:01.795            | 3        |       | 20   |        |
| 17                                                                    | 27  | Nico Hülkenberg  | Aston Martin-Mercedes | 57     | +1:03.829            | 3        |       | 17   |        |
| 18†                                                                   | 11  | Sergio Pérez     | Red Bull Racing-RBPT  | 56     | Motor                | 3        |       | 4    |        |
| 19†                                                                   | 1   | Max Verstappen   | Red Bull Racing-RBPT  | 54     | Bomba de Combustivel | 4        |       | 2    |        |
| Ret                                                                   | 10  | Pierre Gasly     | AlphaTauri-RBPT       | 44     | Motor                | 2        |       | 10   |        |
| Volta mais rápida: Charles Leclerc (Ferrari) – 1:34.570 (na volta 51) |     |                  |                       |        |                      |          |       |      |        |
| Fonte:                                                                |     |                  |                       |        |                      |          |       |      |        |

## Voltas na liderança
| Nº de Voltas | Piloto           | Voltas      |
| ------------ | ---------------- | ----------- |
| 55           | Charles Leclerc  | 1–31; 34–57 |
| 2            | Carlos Sainz Jr. | 32–33       |

## Curiosidade
- Pela primeira vez, Charles Leclerc lidera o campeonato mundial de Fórmula 1 e de um piloto monegasco na categoria.
- A Ferrari volta a vencer na Fórmula 1 desde o Grande Prêmio de Singapura de 2019.
- A Ferrari volta a fazer a dobradinha desde o Grande Prêmio de Singapura de 2019.
- Marcou a estreia de Guanyu Zhou (o primeiro chinês na categoria) na Fórmula 1 e logo na primeira corrida marcou seus primeiros pontos.
- A Haas volta a pontuar na Fórmula 1 desde o Grande Prêmio de Eifel de 2020.

## 2022DHLFastest Pit Stop Award

### Resultado
| 1      | 3  | Daniel Ricciardo | McLaren-Mercedes     | 2.31 | 25 |
| 2      | 55 | Carlos Sainz Jr. | Ferrari              | 2.33 | 18 |
| 3      | 31 | Esteban Ocon     | Alpine-Renault       | 2.46 | 15 |
| 4      | 6  | Nicholas Latifi  | Williams-Mercedes    | 2.47 | 12 |
| 5      | 4  | Lando Norris     | McLaren-Mercedes     | 2.49 | 10 |
| 6      | 14 | Fernando Alonso  | Alpine-Renault       | 2.53 | 8  |
| 7      | 16 | Charles Leclerc  | Ferrari              | 2.54 | 6  |
| 8      | 1  | Max Verstappen   | Red Bull Racing-RBPT | 2.62 | 4  |
| 9      | 22 | Yuki Tsunoda     | AlphaTauri-RBPT      | 2.62 | 2  |
| 10     | 11 | Sergio Perez     | Red Bull Racing-RBPT | 2.63 | 1  |
| Fonte: |    |                  |                      |      |    |

### Classificação
| Tabela do DHL Fastest Pit Stop Award \| Pos \| Construtor \| Pontos \| \| --- \| --------------------- \| ------ \| \| 1 \| McLaren-Mercedes \| 35 \| \| 2 \| Ferrari \| 24 \| \| 3 \| Alpine-Renault \| 23 \| \| 4 \| Williams-Mercedes \| 10 \| \| 5 \| Red Bull Racing-RBPT \| 5 \| \| 6 \| AlphaTauri-RBPT \| 2 \| \| 7 \| Mercedes \| 0 \| \| 8 \| Alfa Romeo-Ferrari \| 0 \| \| 9 \| Aston Martin-Mercedes \| 0 \| \| 10 \| Haas-Ferrari \| 0 \| |                       |        |
| Pos | Construtor            | Pontos |
| 1 | McLaren-Mercedes      | 35     |
| 2 | Ferrari               | 24     |
| 3 | Alpine-Renault        | 23     |
| 4 | Williams-Mercedes     | 10     |
| 5 | Red Bull Racing-RBPT  | 5      |
| 6 | AlphaTauri-RBPT       | 2      |
| 7 | Mercedes              | 0      |
| 8 | Alfa Romeo-Ferrari    | 0      |
| 9 | Aston Martin-Mercedes | 0      |
| 10 | Haas-Ferrari          | 0      |

## Tabela do campeonato após a corrida
Somente as cinco primeiras posições estão incluídas nas tabelas.
| Pos | Piloto           | Pontos |
| --- | ---------------- | ------ |
| 1   | Charles Leclerc  | 26     |
| 2   | Carlos Sainz Jr. | 18     |
| 3   | Lewis Hamilton   | 15     |
| 4   | George Russell   | 12     |
| 5   | Kevin Magnussen  | 10     |

| Pos | Construtor         | Pontos |
| --- | ------------------ | ------ |
| 1   | Ferrari            | 44     |
| 2   | Mercedes           | 27     |
| 3   | Haas-Ferrari       | 10     |
| 4   | Alfa Romeo-Ferrari | 9      |
| 5   | Alpine-Renault     | 8      |